# Luke Moore
Luke Isaac Moore (Birmingham, 13 de fevereiro de 1986) é um futebolista inglês. Atualmente integra a equipe do West Bromwich Albion.